# União Nacional Africana de Moçambique Independente
A União Nacional Africana de Moçambique Independente (UNAMI) foi uma organização criada em 1961 na Niassalândia (actual  Malawi) por Baltazar Chagonga. sendo que sua liderança foi apoiada por Inácio António Nunes e Evaristo Gadaga . Juntamente com a Mozambique African National Union (MANU) e com a União Democrática Nacional de Moçambique (UDENAMO), dá origem à FRELIMO, em 25 de Junho de 1962.. A sua origem remonta a 1959 aquando da criação da Associação Nacional Africana de Moatize, em Tete.
Em 1961, ele se uniu a Mariano Matsinhe e Sérgio Vieira, que criaram o Clube Desportivo Africano por motivos políticos. No entanto, o clube foi logo proibido pelo Governador Craveiro Lopes.